# Маршалльский язык
Марша́лльский язык (самоназвание — Kajin Majōl, англ. Marshallese) — язык коренного населения Маршалловых островов, которые представляют собой группу коралловых атоллов, располагающихся в Тихом океане к северу от экватора и к западу от линии перемены дат.

## Классификация
Маршалльский язык образует сестринский таксон по отношению к понпейско-трукским языкам. Вместе они составляют западно-микронезийские языки (без ранга) в составе микронезийской группы океанийских языков. По поводу точного положения внутри океанийских языков и состава группы для микронезийских языков окончательный консенсус ещё не достигнут, однако маршалльский язык несомненно в эту группу входит.
| Значение | Волеаи  | Трукский | Понпейский | Кусаие | Маршалльский | Кирибати |
| -------- | ------- | -------- | ---------- | ------ | ------------ | -------- |
| люди     | yaremat | aramas   | aramas     | mwet   | armej        | aomata   |
| дом      | imw     | iimw     | ihmw       | -um    | eṃ           | um’a     |
| острый   | kang    | kken     | kang       | —      | kakañ        | kakañ    |
| спать    | masiur  | méwúr    | meir       | mutul  | mājur        | matuu    |
| жизнь    | meoiur  | —        | mour       | moul   | mour         | maiu     |

*В стандартной для каждого из языков орфографии

## Распространение
Маршалльский язык — родной язык коренного населения Маршалловых островов, за пределами которых он не распространен. Около трети носителей языка живут в других странах (к примеру, в Науру и США).
Географически Маршалловы острова представляют собой две цепочки атоллов (Ратак (марш. Ratak) — восточная цепь, 15 атоллов; Ралик (марш. Rālik) — западная цепь, 17 атоллов). Все они обитаемы, хотя некоторые не круглогодично, и повсеместно в ежедневной коммуникации используется маршалльский язык (разделенный на две группы диалектов, западную и восточную, географическое распределение которых соответствует двум цепочкам атоллов, упомянутых ранее). Безопасный статус маршалльского языка можно объяснить, в частности, достаточно гомогенным этническим составом населения островов, — на 2006 г. доля немаршалльцев составляет менее 8%.

## Социолингвистическая информация
По данным на 2001 год носителей маршалльского языка в пределах Маршалловых островов было около 42000 человек. Маршалльский язык имеет статус государственного языка (наряду с английским) на Маршалльских островах. На Glottolog.org имеет статус "безопасный" ("not endangered"). На Etnologue.com указан статус "1" — "язык используется в образовании, рабочей среде, СМИ, правительстве и на общенациональном уровне".
Диалектное варьирование невелико. Выделяют два диалекта (восточный, Ratak, и западный, Rālik, соответственно), которые взаимопонятны. Различия касаются отдельных лексем и некоторых аспектов произношения. Такую несвойственную для языков Океании "гомогенность" можно объяснить прочными внутриклановыми связями, активным перемещением между островами и частотностью межклановых браков.  
| Ралик | Ратак | Перевод   | Ралик | Ратак    | Перевод  |
| ----- | ----- | --------- | ----- | -------- | -------- |
| koba  | bae   | бамбук    | rōña  | rōkeañ   | на север |
| aṃōn  | aṃwin | мыть руки | jaab  | eaab     | нет      |
| aetok | aitok | длинный   | itok  | wātok    | подойти  |
| kiiō  | mājur | сейчас    | aet   | iññā     | да       |
| kiki  | lala  | спать     | koṃ   | kōmi     | вы       |
| lọlọ  | jou   | курица    | iia   | jemāluut | радуга   |

## Типологические характеристики

### Степень свободы выражения грамматических значений
В маршалльском языке преобладает аналитизм — граммемы выражаются при помощи отдельных слов.
Пример № 1
- E-j jab      bok     ko          kein.
- 3SG-NCMPL NEG    book   DEF.Pl   close.to.1PL.INCL.NHM
- Это не книги.

Пример № 2
- Jọọn  e-ar              ṃōñā         ilo       ek     eo            koṇ-a.
- John  3SG-CMPL  eat.INTR   LOC    fish   DET.SG   catch-1SG.POSS
- Джон съел (часть) рыбы, которую я поймал.

Несмотря на то что аналитические формы в маршалльском преобладают, аффиксация и редупликация — не такие редкие явления. В примере № 2 мы видим посессивный суффикс, а в примере № 3 на глаголе со значением "быть грустным" согласовательный префикс, каузативный префикс и финальную редупликацию части корня (одна из моделей каузативной деривации).
Пример № 3
- Jab lo           ṃupi    eṇ     bwe         e-ka-būroṃōj~ṃōj.
- not  see.TR  movie  that   because  3SG-CAUS-be.sad~CAUS
- Не смотри этот фильм: он вызывает грусть.

### Характер границы между морфемами
В маршалльском языке не развита именная морфология. Существительные могут иметь суффиксальный маркер неотчуждаемой принадлежности или так называемый "строительный" суффикс (позволяет присоединять другие неотчуждаемые существительные с разными оттенками значения), причём характер границы между морфемами в первом случае — фузия.  В остальном наблюдается склонность к изоляции.
Пример № 1
- Tūṃ           tok juon      ut-ū ilo      ra           dikdik  ko.
- pull.INTR   DIR INDEF   flower-1SG.POSS LOC   branch   small   DEF.PL
- Сорви мне цветок с этих маленьких веток.

Глагольная морфология, как словоизменительная, так и деривационная, значительно богаче. Встречается как фузия, так и агглютинация. Например, показатель лица и числа субъекта всегда представлен одной морфемой (см. раздел "Тип ролевой кодировки"). Отрицание, видо-временные характеристики, интенсивность, частотность действия и некоторые другие оттенки значения передаются при помощи отдельных вспомогательных глаголов, из которых только один, являющийся предикативной вершиной, согласуется с субъектом в лице и числе (изолирующая стратегия). Деривационная же морфология глагола в основном агглютинативная. Существуют различные модели как транзитивной, так и антитранзитивной деривации, а также показатели каузатива, дистрибутива и нек. др. Часто происходит редупликация как отдельных начальных согласных, так и целых слогов, причем иногда с одновременной элизией гласной или слога в исходной форме.
Пример № 2
- Kwō-n      kaiur  bwe          e-naaj        boñ-e             eok.
- 2SG-IMP  hurry  because  3SG-FUT   be.night-TR   2SG.OBJ
- Торопись, пока не стемнело.

|         | Функция деривации                      | Функция деривации                   | Функция деривации      | Функция деривации            | Функция деривации               | Функция деривации          |
|         | каузатив                               | дистрибутив                         | транзитивизация        | детранзитивизация            | образование антонима            | "наделение силой"          |
| ------- | -------------------------------------- | ----------------------------------- | ---------------------- | ---------------------------- | ------------------------------- | -------------------------- |
| Пример  | dipen ⇒ ka-d~dipen~pen                 | jijet ⇒ ji~jijet~jet                | riit ⇒ riit-i          | kōṇak ⇒ kō~kōṇak             | lōke ⇒ jā-lōke                  | wōjlā ⇒ le-wōjlā           |
| Глосса  | be.strong ⇒ ⇒ CAUS~CAUS-be.strong~CAUS | sit ⇒ DIS~sit~DIS                   | read.INTR ⇒ read-TR    | wear.TR ⇒ INTR~wear          | believe ⇒ ANT-believe           | sail ⇒ EMP-sail            |
| Перевод | быть сильным ⇒ ⇒ проверять чью-то силу | сидеть ⇒ ⇒ продолжать сидеть        | читать ⇒ читать что-то | надеть что-то ⇒ одеться      | верить ⇒ не верить              | парус ⇒ ходить под парусом |
|         |                                        |                                     |                        |                              |                                 |                            |
| Пример  | rōḷọk ⇒ kō-rōḷọk                       | maroro ⇒ em~maroro                  | wia ⇒ wia-ik           | ṃwijit ⇒ ṃwij~ṃwij (-it ⇒ ø) | uwi ⇒ jọ-uwi                    | injin ⇒ le-injin           |
| Глосса  | escape ⇒ CAUS.escape                   | be.green ⇒ DIS~be.green             | buy.INTR ⇒ buy-TR      | cut.TR ⇒ cut~INTR            | be.tasty ⇒ ANT-be.tasty         | engine ⇒ EMP-engine        |
| Перевод | спастись ⇒ отпустить на волю           | быть зелёным ⇒ ⇒ быть очень зелёным | купить ⇒ купить что-то | резать что-то ⇒ резать       | быть вкусным ⇒ ⇒ быть невкусным | мотор ⇒ использовать мотор |

### Локус маркирования
Маршалльский язык демонстрирует вершинное или зависимостное маркирование в посессивной именной группе (в зависимости от характера обладания) и вершинное маркирование в предикации.

#### Посессивная именная группа
Как и другие микронезийские языки, маршалльский различает отчуждаемую и неотчуждаемую принадлежность. Если обладатель не выражен эксплицитно, неотчуждаемая принадлежность маркируется суффиксом, выражающем лицо и число посессора.
Пример № 1
- mej-a                   / mej-ān
- face-POSS.1SG  / face-POSS.3SG
- мое лицо / его/её лицо

В этом случае маркирование вершинное. Если же обладатель выражен эксплицитно, обладаемое маркируется упомянутым ранее "строительным" суффиксом, форма которого совпадает с POSS.3SG (корень-тематическая гласная-n). Маркирование в этом случае также вершинное.
Пример № 2
- wa-an      Jọọn
- car-CST   John
- машина Джона

В случае отчуждаемой принадлежности маркирование может быть вершинным или зависимостным. Отчуждаемые существительные не могут "обладаться" напрямую. Они нуждаются в модификаторах/классификаторах, которые представляют собой существительное с показателем неотчуждаемой принадлежности и уточняют характер обладания.
Пример № 3
- kuuj  eo           nāji-ṃ
- cat    DEF.SG  child-POSS.2SG
- Твой домашний кот (бук. кот ребёнок твой)

Пример № 4
- kuuj  eo            būrue-er
- cat    DEF.SG   throat-POSS.3PL
- их любимый/особенный кот (букв. кот горло их)

В маршалльском все зависимые внутри ИГ всегда стоят справа от вершины, поэтому здесь маркирование зависимостное (показатель числа и лица посессора стоит на модификаторе, который является зависимым по отношению к обладаемому). Однако если обладаемое не определено детерминативом (~определённый артикль), модификатор меняется местами с отчуждаемым существительным и тем самым оказывается вершиной ИГ. В этом случае меняется и локус маркирование: теперь оно вершинное.
Пример № 5
- koṇ-an                   or
- catch-POSS.3SG  lobster
- (какой-то) лобстер, которого он/она поймал(а) (букв. улов его/её лобстер)

#### Предикация
В предикации маркирование всегда вершинное. Ни субъект любой клаузы, ни объект в транзитивной клаузе никак не маркируются, а вот вершина предикации (вспомогательный глагол или смысловой при отсутствии вспомогательного) несёт префикс, выражающий число и лицо субъекта.
Пример № 1
- I-naaj      bar      aikuj-i       roñoul  ḷalem  jāān.
- 1S-FUT  ITER   need-TR   twenty  five    cents
- Мне снова понадобится двадцать пять центов.

### Тип ролевой кодировки
Маршалльский демонстрирует директный тип ролевой кодировки, т.е. не проводит различие между субъектом транзитивной клаузы, субъектом нетранзитивной клаузы и объектом транзитивной клаузы. Объект однозначно определяется за счет строгого порядка слов SVO в транзитивных клаузах. Существуют отдельные объектные формы личных местоимений 1 и 2 лица ед. числа, однако их использование факультативно, и, согласно последним сведениям, в речи современных детей и подростков они вытесняются субъектными формами.
Пример № 1 (Агентивная клауза с одноместным глаголом)
- Bao  eo            e-j                     ekkāke.
- bird  DEF.SG   3SG-NCMPL    fly.INTR
- Птица летает.

Пример № 2 (Пациентивная клауза с одноместным глаголом)
- Ajri     eo           e-j                   kiki.
- child  DEF.SG  3SG-NCMPL   sleep
- Ребёнок спит.

Пример № 3 (Клауза с двухместным глаголом)
- Kijdik  eo            e-j                    ajoḷjoḷ-e    bōb                    eo.
- Rat     DEF.SG   3SG-NCMPL   gnaw-TR  pandanus.tree   DEF.3SG
- Крыса жует панданус.

### Базовый порядок слов
В маршалльском базовый порядок слов в клаузах с транзитивным глаголом SVO, с нетранзитивном глаголом — SV (VS возможен при ответе на вопрос и в придаточных). В предложениях без глагола базовый порядок слов SP (S — субъект, P — предикат).
Пример № 1
- Ajri    eo           e-ar               lo           kidu  eo.
- child  DEF.SG  3SG-CMPL   see.TR  dog   DEF.Sg
- Ребёнок увидел собаку.

Пример № 2
- Kwōn        ajjinono   bwe         Baba   e-kiki        /  e-kiki        Baba.
- 2SG-IMP  whisper   because  father  3S-sleep  /  3S-sleep  father
- Говори шёпотом, потому что папа спит.

Пример № 3
- Ri-eọñōd              ro           raṇe                     tok.
- PERS-go.fishing  DEF.PL  close.to.2PL.HM  DIR
- Вот идут рыбаки.

В примере №3 функцию предиката выполняет указательное местоимение "raṇe". В упрощенном буквальном переводе на русский это "Рыбаки эти сюда".

## Лингвистические черты

### Фонетика и фонология
В маршалльском языке 19 согласных и 4 гласных фонемы. Палатальный аппроксимант {j}, глухой глоттальный фрикативный {h} и лабиовелярный аппроксимант {w} практически никогда не имеют поверхностной репрезентации. Эти звуки не имеют отражения и в орфографии маршалльского. Тем не менее, стоит включать их в систему согласных, так как они оказывают эффект на реализацию соседних гласных звуков подобно стандартным 19 фонемам. Каждая из 4 гласных фонем имеет 3 реализации в зависимости от характера консонантного окружения. В действительности же гласные противопоставлены только по подъёму. Такая система называется вертикальной.
|                    | Место образования | Место образования | Место образования | Место образования | Место образования | Место образования | Место образования | Место образования |
| Способ образования | Губные            | Губные            | Переднеязычные    | Переднеязычные    | Переднеязычные    | Заднеязычные      | Заднеязычные      | Глоттальные       |
| Способ образования | "Легкий"          | "Тяжелый"         | "Легкий"          | "Тяжелый"         | "Огубленный"      | "Легкий"          | "Огубленный"      | "Тяжелый"         |
| ------------------ | ----------------- | ----------------- | ----------------- | ----------------- | ----------------- | ----------------- | ----------------- | ----------------- |
| Взрывные           | pʲ                | pˠ                | tʲ                | tˠ                |                   | k                 | kʷ                |                   |
| Носовые            | mʲ                | mˠ                | nʲ                | nˠ                | nʷ                | ŋ                 | ŋʷ                |                   |
| Латеральные        |                   |                   | lʲ                | lˠ                | lʷ                |                   |                   |                   |
| Вибранты           |                   |                   | rʲ                | rˠ                | rʷ                |                   |                   |                   |
| Аппроксиманты      |                   |                   | {j}               |                   |                   |                   | {w}               |                   |
| Фрикативные        |                   |                   |                   |                   |                   |                   |                   | {h}               |

| Подъём         | Фонема | Ряд/Огубленность | Ряд/Огубленность | Ряд/Огубленность |
| Подъём         | Фонема | Неогубл.         | Неогубл.         | Огубл.           |
| Подъём         | Фонема | Передний         | Задний           | Задний           |
| -------------- | ------ | ---------------- | ---------------- | ---------------- |
| Верхний        | /i/    | i                | ɯ                | u                |
| Средне-верхний | /ẹ/    | e                | ə                | o                |
| Средний        | /e/    | ɛ                | ʌ                | ɔ                |
| Нижний         | /a/    | æ                | ɑ                | ɒ                |

### Грамматика
В маршалльском наблюдается склонность к слоговому сингармонизму. Фонотактика маршалльского не позволяет иметь слоги без приступа и коды. Слоговая структура простейших слов — CVC, и уже к этому слову могут присоединяться CV- приставки и -VC суффиксы. Таким образом, гласный всегда оказывается в окружении 2 согласных звуков. Все согласные входят в одну из трех групп ("лёгкие" = палатализованные/палатальные, "тяжелые" = веляризованные/велярные и "огубленные" с дополнительной губной артикуляцией). Каждый гласный же, как было отмечено ранее, имеет 3 аллофона, находящихся в дополнительной дистрибуции друг с другом. В контексте LVL произносится гласный переднего ряда, в контексте HVH — неогубленный гласный заднего ряда, в контексте RVR — огубленный гласный заднего ряда. Если же консонантное окружение несимметрично, гласные приобретают дифтонгоидный характер, хотя орфографически предпочтение отдаётся одному из двух вариантов. Таблица ниже показывает, как это происходит. Многие фонетические процессы, возникающие на морфемных границах, вызваны именно стремлением гласных уподобиться соседним согласным в артикуляции.
| Фонема | ◌ʲ_◌ˠ | ◌ʲ_◌ʷ | ◌ˠ_◌ʲ | ◌ˠ_◌ʷ | ◌ʷ_◌ʲ | ◌ʷ_◌ˠ |
| ------ | ----- | ----- | ----- | ----- | ----- | ----- |
| /i/    | [i͡ɯ]  | [i͡u]  | [ɯ͡i]  | [ɯ͡u]  | [u͡i]  | [u͡ɯ]  |
| /ẹ/    | [e͡ɤ]  | [e͡o]  | [ɤ͡e]  | [ɤ͡o]  | [o͡e]  | [o͡ɤ]  |
| /e/    | [ɛ͡ʌ]  | [ɛ͡ɔ]  | [ʌ͡ɛ͡]  | [ʌ͡ɔ]  | [ɔ͡ɛ]  | [ɔ͡ʌ]  |
| /a/    | [æ͡ɑ]  | [æ͡ɒ]  | [ɑ͡æ]  | [ɑ͡ɒ]  | [ɒ͡æ]  | [ɒ͡ɑ]  |

Упомянутый при обсуждении локуса маркирования строительный суффикс также употребляется с отчуждаемыми существительными. При этом передаются разные оттенки значения.
|         | Оттенок значения     | Оттенок значения           | Оттенок значения | Оттенок значения           |
|         | Происхождение        | Назначение                 | Уточнение        | Временной период           |
| ------- | -------------------- | -------------------------- | ---------------- | -------------------------- |
| Пример  | bwā-ān Amedka        | wūno-on metak bar          | baw-ūn laḷ       | ṃōñe-in jota               |
| Глосса  | fishpole-CST America | drug-CST ache ITER         | bird-CST ground  | food-CST evening           |
| Перевод | удочка из Америки    | лекарство от головной боли | домашние птицы   | ужин (вечерний прием пищи) |

Формы личных местоимений могут присоединять в качестве суффикса 4 различных показателя числа, образуя "составные" местоимения. Также эти суффиксы могут присоединяться к глагольным показателям субъекта. В результате получаются местоимения, которые могут выполнять только роль субъекта.
| Число         | Суффикс | Соот. числительное                                       |
| ------------- | ------- | -------------------------------------------------------- |
| Двойственное  | -ro     | ruo (2)                                                  |
| Тройственное  | -jeel   | jilu (3)                                                 |
| Квадральное   | -eañ    | emān (4)                                                 |
| Множественное | -wōj    | eṃḷapwōj (на самом деле сущ. со значением "большой дом") |

Как было отмечено ранее, редупликация является продуктивной деривационной стратегией в маршалльском. В частности, большая часть прилагательных образуется путем редупликации различных частей корня от соответствующих "adjectival" глаголов, которые чаще всего имеют значение "находиться в состоянии Х" или "быть носителем качества Х".
1. ḷapḷap (большой) ⇐ ḷap (быть большим)
2. ennọno / nenọno (вкусный) ⇐ nnọ (быть вкусным)
3. ekkārere / kōkārere (разнообразный) ⇐ kāre (смешиваться)

В маршалльском существует сложная система составных наречий направления. В их значении закодирован не только ориентир (сторона света, лагуна, океан, пространство в широком смысле), но также и направление движения относительно говорящего и адресата (в т.ч. если их несколько).
1. niña-tak / niña-ḷọk ("на север ко мне / к нам" / "на север от нас (меня и тебя)")
2. ar-tak / ar-ḷọk ("в сторону лагуны ко мне / к нам" / "в сторону лагуны от нас (меня и тебя)")

Примечательной чертой синтаксиса маршалльского языка является возможность смены роли объекта на роль субъекта при помощи служебного слова ("im", чаще можно перевести как сочинительный союз "и").
- E-idik-i                ut                eo           im    mej.
- 3SG-shake-TR   flower.tree  DEF.SG  and  die
- Он потряс цветочное дерево, и оно завяло.

Мы видим, что во второй клаузе субъект эксплицитно не выражен. Функция слова "im" как раз заключается в том, чтобы показать, что объект первой клаузы становится субъектом второй (потряс дерево ⇒ дерево завяло).

## Список сокращений
- 1/2/3 + SG / PL — показатель лица (1/2/3) и числа (единственное и множественное), соот.
- DEF / INDEF — детерминатив (~опр. артикль / неопр. артикль)
- INCL — инклюзивность (для местоимений 1PL)
- NEG — отрицание (вспом. глагол)
- NCMPL / CMPL — незавершенность/завершенность действия (вспом. глаголы)
- NHM / HM — не человек / человек (там, где проводится контраст)
- INTR / TR — непереходность / переходность
- LOC — локативный предлог (место)
- CAUS — каузатив
- CST — "construct" суффикс
- DIS — дистрибутив
- ANT — антоним
- IMP — императив (оптатив)
- EMP — наделение силой / способностью (от анг. empower)
- ITER — повторяющееся действие (вспом. глагол)
- FUT — будущее время (вспом. глагол)
- DIR — предлог направления
- PERS — человек, который <...>
- OBJ — объект
- POSS — показатель посессора